# Levin von Gumppenberg
Levin Emanuel Irenäus Sylvester Hubert Maria Freiherr von Gumppenberg-Pöttmes-Oberbrennberg (* 31. Dezember 1907 in Regensburg; ✝ 5. Februar 1989 in München) war ein deutscher Kunsthistoriker und Jurist sowie bayerischer Ministerialbeamter. Von 1958 bis 1974 leitete er als Präsident die Bayerische Verwaltung der staatlichen Schlösser, Gärten und Seen. 

## Leben
Levin von Gumppenberg, Spross des katholischen bayerischen Adelsgeschlechts Gumppenberg, war der jüngste Sohn des bayerischen Oberstleutnants a. D. Hanns Philipp Albrecht Hubert Freiherr von Gumppenberg (1860–1937) und dessen Ehefrau Hedwig Wilhelmina Huberta (1876–1958), einer Tochter des Levin Max Paul Hubert Maria Graf Wolff Metternich zur Gracht (1850–1929) aus dessen Ehe mit Mathilde Juliette Antoinette Marie Gräfin Marchant d’Ansembourg (1847–1927). Sein älterer Bruder war der Jurist und Politiker Max Hildebrand von Gumppenberg, seine Schwester die Sozialarbeiterin Huberta von Gumppenberg.
Levin von Gumppenberg studierte in München Jura und Kunstgeschichte. Seine Absicht, in den Staatsdienst einzutreten, wurde in der Zeit des Nationalsozialismus abgelehnt, weil er keiner NS-Gliederung beigetreten war. So arbeitete er ab 1934 zunächst für die Bayerische Hypotheken- und Wechsel-Bank. Erst 1945 konnte er in den bayerischen Staatsdienst eintreten, wo er bis 1958 als Persönlicher Referent der Ministerpräsidenten Fritz Schäffer, Wilhelm Hoegner, Hans Ehard und Hanns Seidel diente. Anschließend wirkte er von 1958 bis 1974 als Präsident der Bayerischen Verwaltung der staatlichen Schlösser, Gärten und Seen. In diese Amtszeit fiel der Wiederaufbau der Münchner Residenz, der Residenz Würzburg und des Schlosses Johannisburg.
Levin von Gumppenberg war verheiratet mit Liselotte Anoalie Anna Therese Leopoldine (1916–1993), einer Tochter des Königlichen Bayerischen Kämmerers und
Geheimen Rats Paul von Stengel (1877–1943) aus dessen Ehe mit Amelie Mottes (1887–1967). Ihre Ehe blieb kinderlos. Gumppenberg war Mitglied der Bayerischen Akademie der Schönen Künste und des Bayerischen Clubs. Seine Grabstätte befindet sich auf dem Münchner Waldfriedhof.

## Veröffentlichung
- Vom Bauen der Wittelsbacher. In: Die Residenz in München (= Sonderausgabe der Zeitschrift Das Bayerland). München 1962.
- Hans Holbein d. J. 1497–1543. Die Holbein-Schale. In: Remigius Netzer (Hrsg.): Kunstwerke der Welt aus dem öffentlichen Bayerischen Kunstbesitz. Lambert Müller, München 1963, S. 116 ff.
- Geschichte der Freiherren von Gumppenberg. Ein Nachtrag zur Familiengeschichte von 1856/1881. München 1981.

## Ehrungen
- 1968: Goldenes Stadtsiegel der Stadt Würzburg
- 1970: Goldener Ehrenring der Stadt Bayreuth
- 1974: Goldenes Stadtsiegel der Stadt Würzburg